# Mark Miczurin-Rawier
Mark Leontjewicz Miczurin-Rawier (ros. Марк Леонтьевич Мичурин-Равер, ur. 30 czerwca?/12 lipca 1898 w Rostowie nad Donem, zm. ?) – funkcjonariusz radzieckich służb specjalnych, generał major.

## Życiorys
Urodzony w rodzinie żydowskiego krawca, w 1910 skończył szkołę miejską w Kijowie, później był uczniem aptekarza i kurierem kancelarii, od grudnia 1917 do kwietnia 1918 żołnierz Czerwonej Gwardii obwodowego komitetu rewolucyjnego w Rostowie nad Donem, w kwietniu 1918 zmobilizowany do białogwardyjskiego pułku piechoty we wsi Chotunok k. Nowoczerkaska, zbiegł. Od grudnia 1918 do lutego 1919 w oddziale czerwonej partyzantki pod Kijowem, od 3 lutego 1919 funkcjonariusz kijowskiej gubernialnej Czeki, od listopada 1919 w WKP(b), od listopada 1919 do marca 1920 w Wydziale Specjalnym Czeki 9 Armii Frontu Południowego, od marca do listopada 1920 pomocnik szefa sekcji terskiej Czeki, od listopada 1920 do marca 1921 w Wydziale Specjalnym Czeki ochrony brzegowej Morza Czarnego i Azowskiego w Jałcie, od marca do czerwca 1921 pełnomocnik agentury Wydziału Specjalnego Krymskiej Czeki w Symferopolu i Sewastopolu. Od czerwca 1921 do maja 1929 pełnomocnik i pełnomocnik operacyjny Czeki/GPU Azerbejdżańskiej SRR w Baku, 1929-1933 w Wydziale Ekonomicznym GPU Gruzińskiej SRR, w latach 1933-1934 zastępca szefa Wydziału Operacyjnego GPU Gruzińskiej SRR, w latach 1934-1937 szef Wydziału Operacyjnego Zarządu NKWD Gruzińskiej SRR, od 13 stycznia 1936 kapitan bezpieczeństwa państwowego. Od 1937 do marca 1941 szef Wydziału 1 Zarządu Bezpieczeństwa Państwowego (UGB) NKWD Gruzińskiej SRR, 9 marca 1939 awansowany na majora bezpieczeństwa państwowego, od marca do sierpnia 1941 szef Wydziału 1 NKGB Gruzińskiej SRR, od sierpnia 1941 do maja 1943 szef Wydziału 1 NKWD Gruzińskiej SRR, 14 lutego 1943 awansowany na pułkownika bezpieczeństwa państwowego. Od 7 czerwca 1943 do 17 marca 1947 szef Wydziału 6 NKGB/MGB Gruzińskiej SRR, 10 kwietnia 1944 mianowany komisarzem bezpieczeństwa państwowego, a 9 lipca 1945 generałem majorem, 17 marca 1947 zwolniony ze służby.
21 lipca 1953 aresztowany, wkrótce wykluczony z partii, 22 października 1955 skazany przez Wojskowe Kolegium Sądu Najwyższego ZSRR na 10 lat więzienia, zwolniony 3 października 1960. 29 października 1955 pozbawiony stopnia generalskiego „za dyskredytowanie się podczas pracy w organach bezpieczeństwa państwowego”.

## Odznaczenia
- Order Lenina (21 lutego 1945)
- Order Czerwonego Sztandaru (3 listopada 1944)
- Order Wojny Ojczyźnianej II klasy (24 lutego 1945 i 24 lutego 1946)
- Order Czerwonej Gwiazdy (28 sierpnia 1937)
- Order „Znak Honoru” (20 września 1943)
- Odznaka "Honorowy Funkcjonariusz Czeki/GPU (XV)" (20 grudnia 1932)

I medal.